# Дейнозух
Дейнозу́х (лат. Deinosuchus, от др.-греч. δεινός σοῦχος — ужасный крокодил) — вымерший род аллигатороидных крокодилов, живших 80—73 млн лет назад, в позднемеловую эпоху. Первые ископаемые остатки дейнозуха были обнаружены в Северной Каролине в начале 1850-х годов, однако был описан и получил своё название в 1909 году. Дополнительные фрагменты были найдены в конце 1940-х годов и позже были включены в серьёзную, хотя и неточную, реконструкцию черепа, выполненную Американским музеем естественной истории. Несмотря на то, что сведения о дейнозухе остаются неполными до сегодняшнего дня, лучший черепной материал, обнаруженный в последние годы, расширил научные знания об этом огромном хищнике.
Хотя дейнозух был гораздо больше, чем любой современный крокодил или аллигатор — крупнейшие представители западной разновидности в длину достигали 12 метров и весили свыше 8,5 тонн, по внешнему виду он был похож на своих меньших сородичей. Имел большие, крепкие зубы, предназначенные для захвата и убийства крупной добычи и дробления твёрдой пищи, а спина была покрыта толстым слоем полусферических остеодерм. Одно исследование показывает, что дейнозух, возможно, жил более 50 лет, вырастая теми же темпами, что и современные крокодилы, но сохраняя способность к росту в течение гораздо более длительного периода времени.
Окаменелости дейнозуха были найдены в десяти штатах США (Техас, Монтана и другие, вдоль Восточного побережья), а также на севере Мексики. Он жил по обе стороны Западного Внутреннего моря и был доминирующим сверххищником в прибрежных районах восточной части Северной Америки. Наибольшей численности популяция достигла в восточной части ареала, немного меньше — в западной. Дейнозух, вероятно, был способен убивать и поедать больших динозавров, дробил челюстями гигантских морских черепах, ловил очень крупную рыбу и питался другой водной и наземной добычей.

## Открытие и название

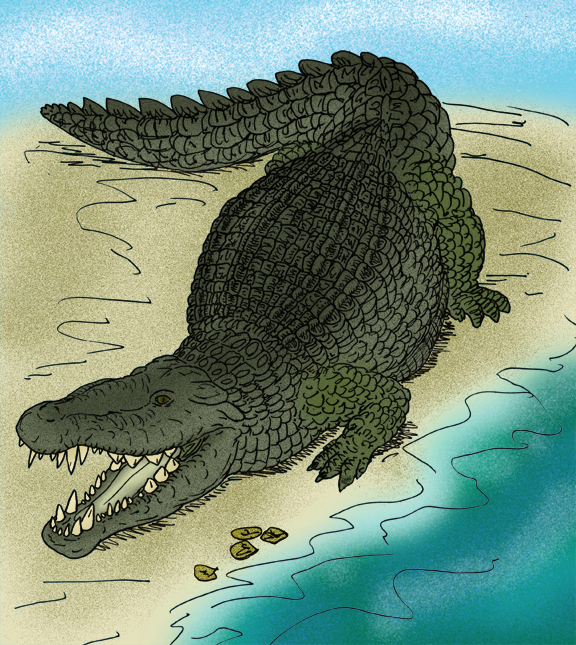
Реконструкция внешнего облика дейнозуха.

В 1858 году геолог Эбенизер Эммонс описал два больших ископаемых зуба, найденных в Бладен-Каунти, штат Северная Каролина. Эммонс отнёс эти зубы к полиптиходону, которого он впоследствии считал «родом рептилий крокодилов». Позже открытия показали, что полиптиходон был плезиозавром, видом морских рептилий. Зубы, описанные Эммонсом, были толстые, слегка изогнутые и покрытые вертикально рифлёной эмалью; он дал виду новое имя — Polyptychodon rugosus. Хотя первоначально не будучи признаны в качестве таковых, эти зубы были, вероятно, первыми ископаемыми остатками дейнозуха, получившими научное описание. Ещё один крупный зуб, вероятно, принадлежавший дейнозуху, обнаруженный в соседнем графстве Сэмпсон, был назван Polydectes biturgidus Эдвардом Копом в 1869 году.
В 1903 году в Уиллоу-Крик, Монтана, Джоном Беллом Хетчером и Т. В. Стентом было обнаружено несколько ископаемых остеодерм «лежащими на поверхности почвы». Эти остеодермы были первоначально отнесены к динозавру из семейства анкилозаврид сколозавру. Раскопки на местности, осуществляемые В. Х. Уттербеком, позволили обнаружить новые ископаемые остатки, в том числе дополнительные остеодермы позвонков, рёбер и лобковой кости. Когда эти образцы были изучены, стало ясно, что они принадлежат большому крокодилу, а не динозавру; узнав это, Хетчер «сразу потерял интерес к материалу». После смерти Хетчера его коллега Уильям Джейкоб Холланд в 1904 году изучил и описал ископаемые остатки. Холланд отнёс эти образцы к новому роду и виду, Deinosuchus hatcheri, в 1909 году. Слово «дейнозух» происходит от греческого δεινός/deinos, означающего «ужасный», и греческого σουχος/suchos, означающего «крокодил».
Экспедиция Американского музея естественной истории 1940 года обнаружила больше окаменелостей гигантских крокодилов, на этот раз в национальном парке Биг-Бэнд в Техасе. Эти образцы были описаны Эдвином Н. Кольбертом и Роландом Т. Бёрдом в 1954 году под названием Phobosuchus riograndensis. Дональд Бёрд и Джек Хорнер позже дали остаткам из Биг-Бэнла название «дейнозух», которое было принято большинством современных учёных. Название рода Phobosuchus, которое первоначально было введено бароном Францем Нопцей, с тех пор было отвергнуто, поскольку оно относится ко множеству различных видов крокодилов, которые оказались не слишком тесно связаны друг с другом.
Американский музей естественной истории подверг череп и фрагменты челюсти пластической реставрации по образцу современного кубинского крокодила. Кольбер и Бёрд заявляли, что это была «консервативная» реконструкция, так как в итоге могла бы получиться даже большая длина, если бы в качестве шаблона использовался какой-либо современный вид с более длинным черепом, например — морской крокодил. Кольбер и Бёрд несколько ошиблись относительно размеров черепа, и реконструкция значительно преувеличила его ширину и длину. Несмотря на неточности, реконструированный череп стал самым известным образцом дейнозуха и впервые привлёк внимание общественности к этому гигантскому крокодилу.
Многочисленные дополнительные ископаемые остатки дейнозухов были обнаружены в течение нескольких следующих десятилетий. Большинство из них были весьма фрагментарны, но они расширили знания об ареале гигантских хищников. Как отметил Кристофер А. Брошу, остеодермы отличаются настолько, что даже «кость гранулы» может адекватно подтвердить наличие дейнозуха. Лучший черепной материал также был найден; в 2002 году Дэвид Р. Швиммер с помощью компьютера смог создать композитную реконструкцию 90 % черепа.

## Классификация

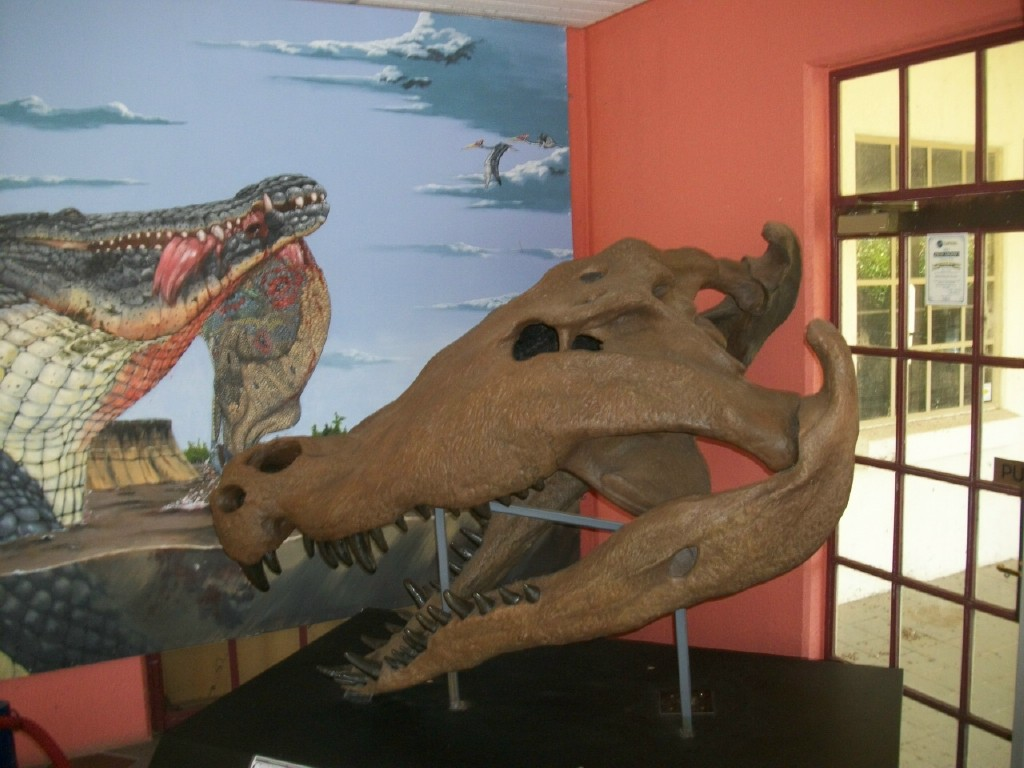
Череп дейнозуха.

Дейнозух был классифицирован в семейство настоящих крокодилов Кольбером и Бёрдом в первую очередь на основании стоматологических признаков, напоминающих современных макрохищных крокодилов из рода Crocodylus. Однако повторное филогенетическое исследование, проведённое Брошу в 1999 году, определило, что дейнозух на самом деле может быть базальным представителем надсемейства Alligatoroidea. Это подтверждается не только наличием некоторых ключевых для аллигатороидов черт в строении черепа, но и анатомией посткраниального скелета. Однако, утверждение что дейнозух «не является крупнейшим крокодилом в мире — он является одним из крупнейших аллигаторов», также не совсем верно, поскольку дейнозух фактически не может быть включён в семейство аллигаторовых и даже кладу Globidonta. Эта классификация была подкреплена открытием в 2005 году хорошо сохранившего черепа дейнозуха в Блуффтаунской формации штата Алабама, который имеет некоторые черты, напоминающие современных американских аллигаторов. Хотя он и является членом той же доисторической клады, дейнозух не был прямым предком современных аллигаторовых. Его ближайшими родственниками, возможно, были лейдозух и диплокодон.

### Виды
Швиммер в 2002 году рассмотрел все ископаемые остатки дейнозуха как принадлежащие к одному виду. Он отметил, что существует больше сходств, чем различий, между западной и восточной популяциями и что большинство из этих различий связаны только с большим размером западных образцов. По приоритетным правилам Международного кодекса зоологической номенклатуры этот вид будет называться D. rugosus. Лукас и соавторы (2006) также считают дейнозуха моноспецифическим родом. Тем не менее, Брошу (2003) ставит под сомнение анализ Швиммера, предполагая, что размер может быть серьёзным диагностическим признаком, и поэтому некоторые из признаков, используемые Швиммером для установки синонимичности между двумя популяциями, на самом деле являются «примитивными» чертами, присущими и другим родам. Швиммер (2002) неофициально называет представителей западной популяции как D. riograndensis, и ряд других исследователей, в том числе Англен и Лебман (2000) и Уэстгейт и соавторы (2006), также относят остатки западного дейнозуха к этому виду.

## Описание

### Морфология

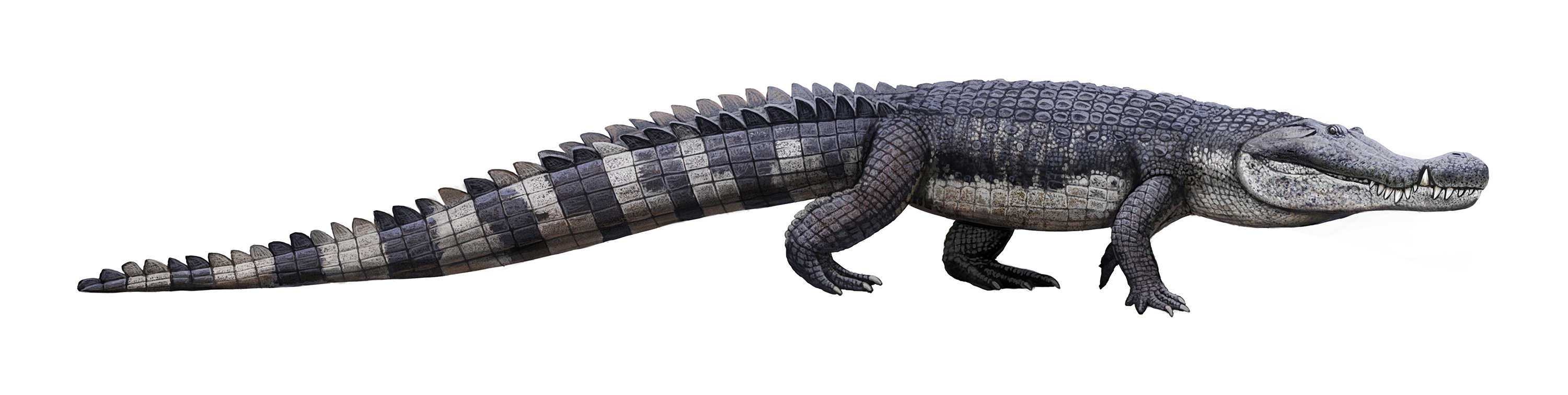
Реконструкция D. rugosus

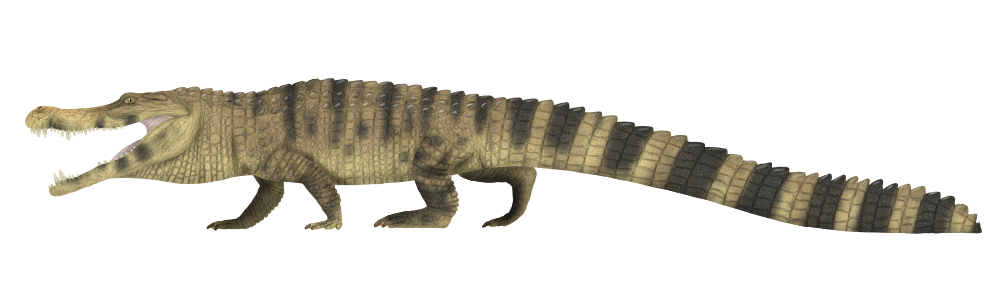
Реконструкция D. riograndensis

Несмотря на свои большие размеры, внешне дейнозух незначительно отличался от современных крокодилов. Дейнозух обладал крокодилоподобной широкой и высокой мордой со слегка выпуклым наконечником. Каждая переднечелюстная кость содержала четыре зуба, и два ближайших к кончику морды были значительно меньше, чем два других. Каждая верхнечелюстная кость (кость, держащая зубы в верхней челюсти) насчитывала 21 или 22 зуба. Число зубов на каждой нижнечелюстной кости (кость, держащая зубы в нижней челюсти) было равно как минимум 22. Все зубы были очень длинные, толстые и прочные, а расположенные ближе к задней части челюстей были округлые и короткие. Предполагается, последние были предназначены для дробления, а не для нанесение проникающего укуса. Когда челюсти были закрыты, с нижней челюсти был виден только четвёртый зуб.
Дейнозух, как и современные крокодилы, обладал вторичным костистым нёбом, которое позволяло ему дышать через ноздри, в то время как остальная часть головы оставалась погружённой в воду. Позвонки были построены процелическим образом — полые и вогнутые спереди и выпуклые сзади, соединяясь при этом друг с другом по принципу «мяча и шарнира». Высота позвонков составляла по меньшей мере до 30 см, поперечные отростки позвонков были очень длинные. Исходя из строения лопатки, конечности были относительно массивнее, чем у большинства современных крокодилов, но не были очень длинными. Вторичное костное нёбо и процелические позвонки также являются характерными признаками современных крокодилов эузухий.

У дейнозуха было не менее 4 рядов крупных остеодерм (костных пластин), располагающихся на дорсальной стороне туловища также как и у современных крокодилов. Остеодермы дейнозуха были необычайно большими, тяжёлыми и глубоко изборождёнными; некоторые из них были полусферической формы. Глубокие ямы и канавки на этих остеодермах служили точками крепления для сети соединительных тканей и мышц, относительно более выраженной, чем у современных крокодилов. Вместе остеодермы, мышцы и соединительные ткани служили в качестве опоры для подъёма массивного тела дейнозуха из воды и могли амортизировать удары. Таким образом, несмотря на его массу, дейнозух, вероятно, неплохо бы чувствовал себя на суше и был таким же гибким, как и его современные родственники.

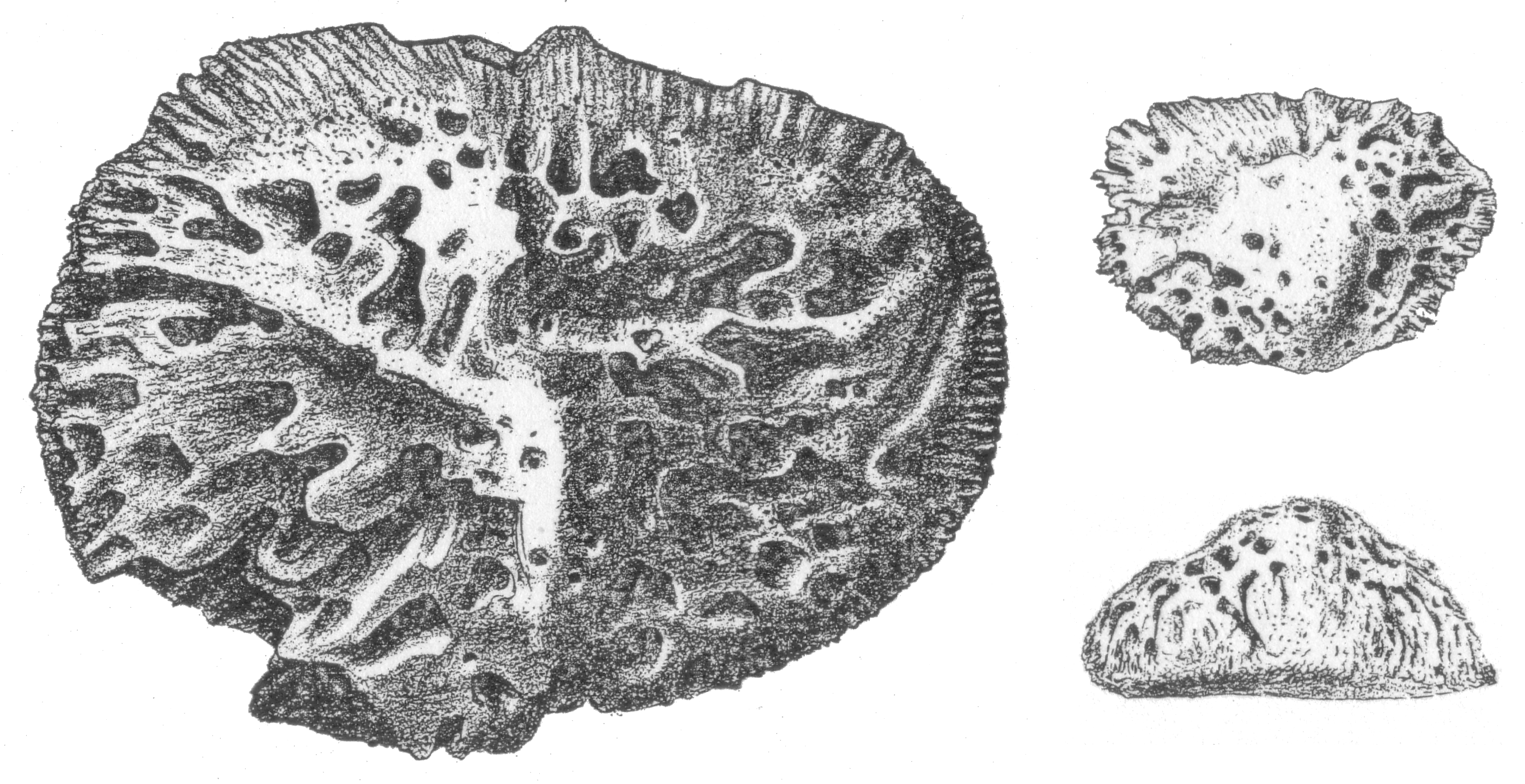
Остеодермы (кожные окостенения) дейнозуха.
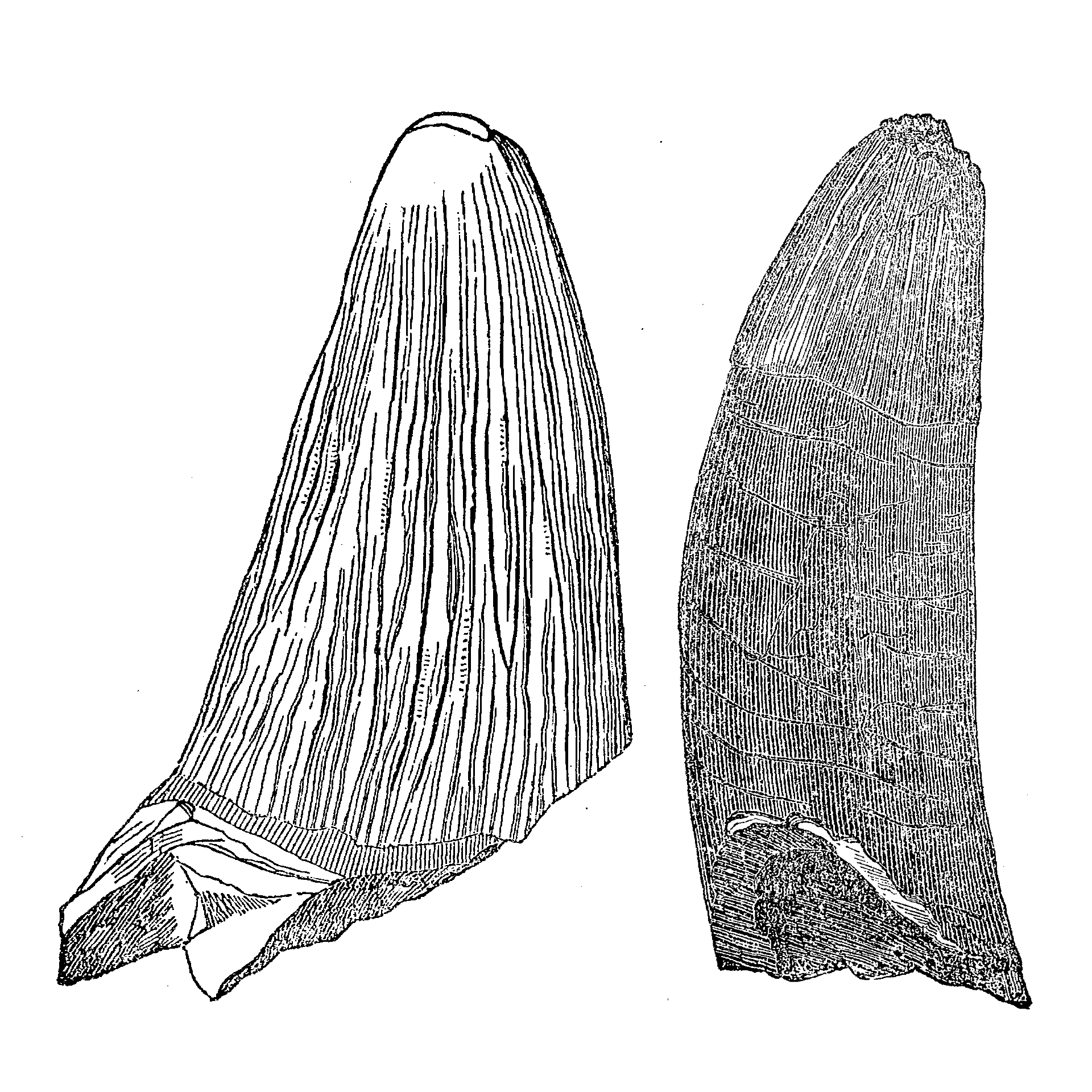
Коронка зуба дейнозуха.
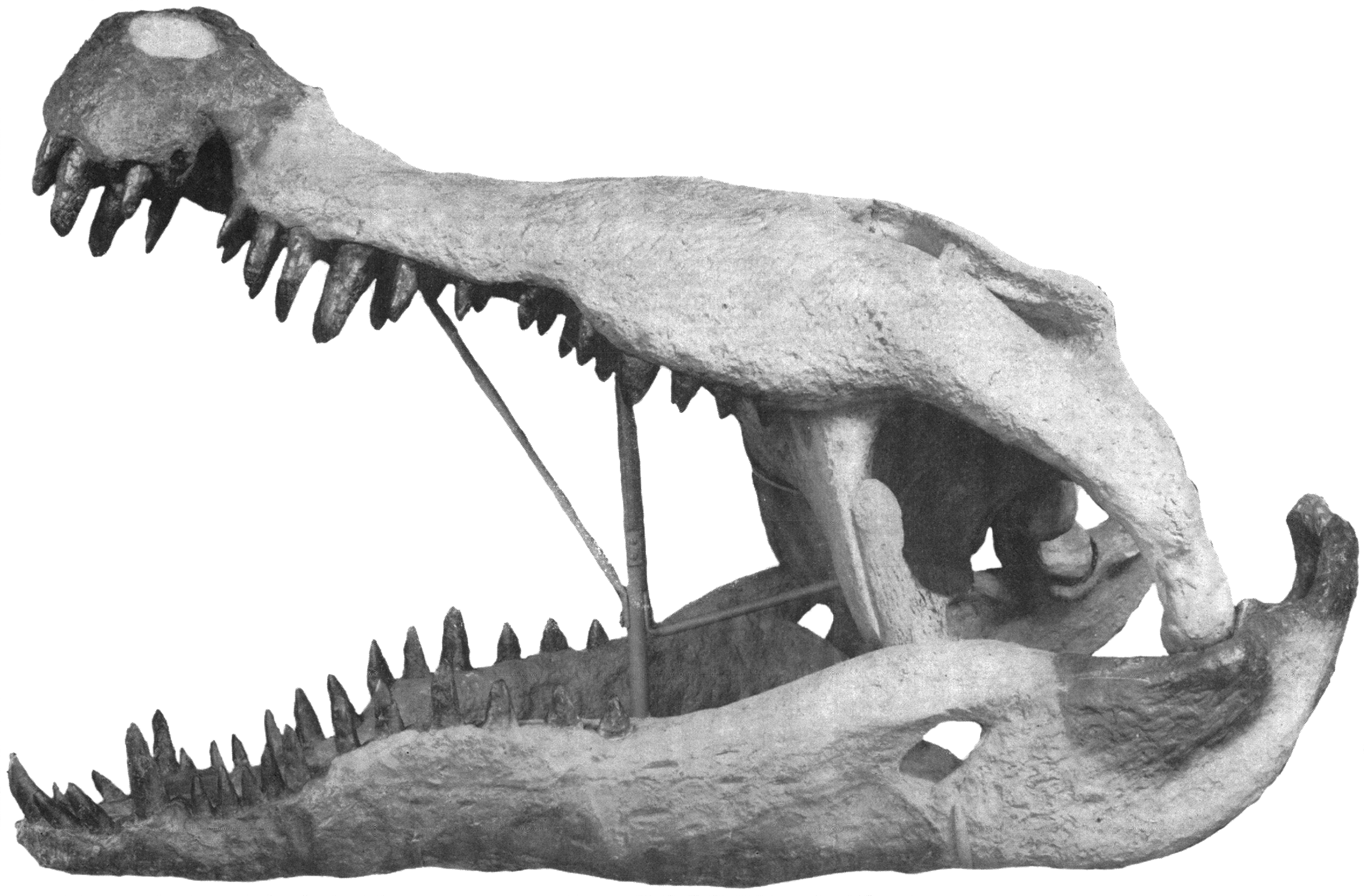
Реконструированный в 1954 году череп дейнозуха. Тёмным цветом подсвечены известные его фрагменты.

#### Сила укуса
Современный гребнистый крокодил, согласно расчёту Г. Эриксона с командой, имеет силу укуса в 34424 Н при учёте массы тела в 1308 кг, а сила укуса дейнозуха массой 3450 кг по оценкам этих же авторов составляла бы целых 102750 Н. Хватка дейнозуха была значительно мощнее, чем у любого представителя современной фауны и подавляющего большинства хищных динозавров. Большие по размерам дейнозухи сжимали челюсти с ещё большей силой. Так, сила укуса более крупного дейнозуха, с нижней челюстью длиной около 180 см, была рассчитана Р. Е. Бланко и соавторами в 356450,6 Н. Для сравнения, сила укуса крупнейших тираннозавров была более чем в 10 раз меньше и по последним оценкам составляла около 34522 Н .

### Размеры

Оценки размеров дейнозухов от разных авторов, по сравнению с гребнистым крокодилом и человеком.

Меньшая, более древняя и более распространённая форма дейнозуха (D. rugosus), хорошо сохранившиеся ископаемые остатки которой были найдены в восточной части Северной Америки, обычно имела череп немногим более 1 м в длину. Дэвид Р. Швиммер в 2002 год, используя уравнение, основанное на данных о размерах черепа, предположил, что, вероятно, общая длина тела крупных образцов восточного дейнозуха составляла около 8 м, а вес — 2,3 т. Дальнейшие исследования показали, что ни один из множества известных образцов D. rugosus не превышал 8 метров в длину.
По данным исследования Швиммера, более поздняя разновидность дейнозуха (D. riograndensis) достигала значительно больших размеров и обитала в западной части континента. Это может говорить о том, что те или иные факторы заставили дейнозухов мигрировать и со временем увеличиться в размерах. Поскольку известные остатки западных дейнозухов очень фрагментарны, достаточно трудно оценить их размеры. В 1954 году Эдвин Н. Кольбер и Роланд Т. Бёрд реконструировали нижнюю челюсть дейнозуха (образец AMNH 3073) длиной 1,8 м и рассчитали «на основе сравнительных измерений» с современным кубинским крокодилом, что общая длина тела гигантского крокодила (известного на тот момент как Phobosuchus riograndensis) могла достигать 15 м. Однако, в настоящее время данная реконструкция черепа считается недостоверной. Хорошо сохранившийся череп, обнаруженный в Техасе, показывает, что длина головы животного составляла 1,31 м, и исходя из этого Швиммер определил общую его длину в 9,8 м. Значение в 8—10 м — ранее было предположено Грегори М. Эриксоном и Кристофером А. Брошу для того же образца в 1999 году. Более крупный экземпляр дейнозуха (TMM 43632-1), длина черепа которого оценивается в 1,475 м, на основе пропорций современного миссисипского аллигатора был оценён Фарлоу и соавторами в 10,64 м. Хотя крупнейшие остатки черепов дейнозухов слишком плохо сохранились, чтобы использовать эти методы оценки, масштабирование от позвонков предполагает, что некоторые из них достигали ещё более крупных размеров. Таким образом Швиммер определил длину AMNH 3073 и CM 963 (голотипа «Deinosuchus hatcheri») в не менее чем 12 м, а возможный вес — до 8,5 т или более. Длина их черепов скорее всего превышала 1,5 м. Причем, известны и более крупные позвонки дейнозухов, размеры которых не уточняются. Предполагается, что крупнейшие представители D. riograndensis, не сохранившиеся в палеонтологической летописи, могли быть ещё больше в линейных размерах. Это весьма вероятно, учитывая очень маленькую выборку окаменелостей западного дейнозуха. Также существуют отметины от зубов дейнозуха на панцире морской черепахи, в 4—5 раз превышающие аналогичные отметины от зубов 4-метрового нильского крокодила, которые могут свидетельствовать об огромном размере оставившего их животного (хотя, поскольку находка соответствует ареалу меньшего вида D. rugosus, это довольно таки спорно).
Хотя и существуют некоторые разногласия относительно его размера, ископаемые остатки убедительно доказывают, что дейнозух был существенно больше, чем любой современный крокодил и взрослые особи D. riograndensis в среднем достигали приблизительно 9,8—12 метров в длину. Дейнозух часто описывается как крупнейший из крокодилов всех времён, однако некоторые ископаемые крокодилы, в том числе пурусзавры и рамфозухи, возможно, соответствовали или даже превосходили его по размерам.

## Палеобиология

### Расселение

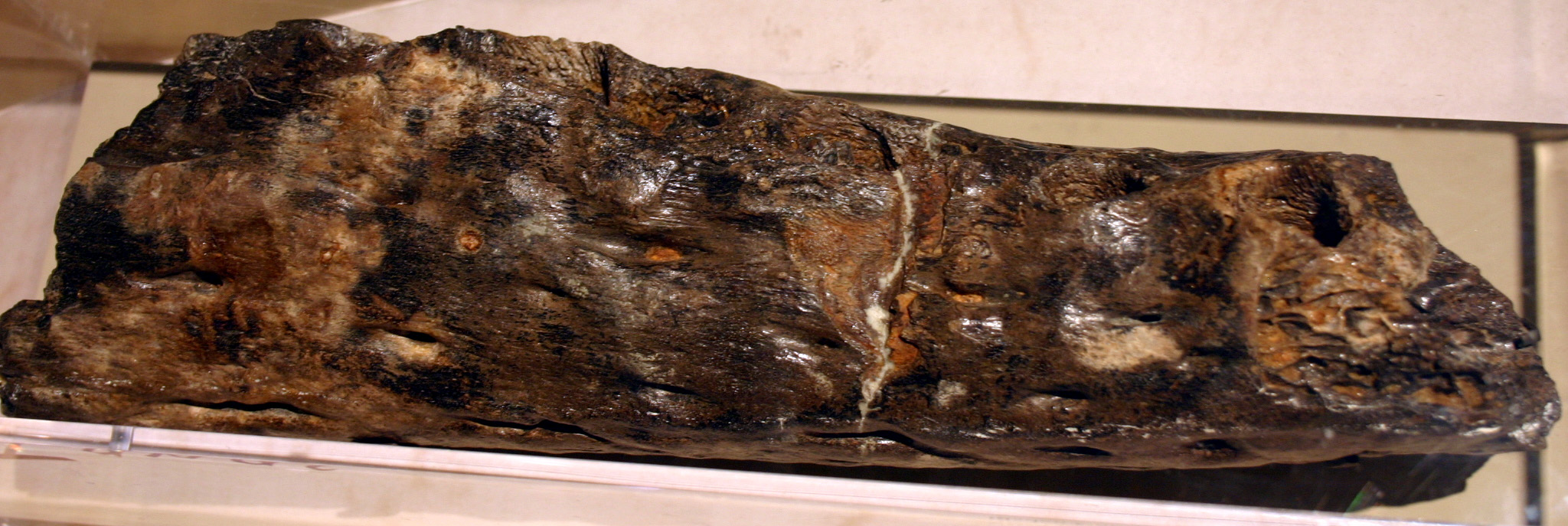
Фрагмент челюсти дейнозуха.

Дейнозух обитал по обе стороны Западного Внутреннего морского пути. Его ископаемые остатки были найдены в десятке современных штатов США. Также сообщалось о находке в 2006 году остеодерм дейнозуха в формации Сан-Карлос, поэтому в ареал этого гигантского крокодила может быть включена и часть северной Мексики. Окаменелости дейнозуха наиболее обильны у залива Костал-Плайн в Джорджии, недалеко от границы Алабамы. Все известные ископаемые остатки дейнозуха обнаружены в горных породах, датированных кампанским ярусом позднемелового периода. Старейшие представители этого рода жили примерно 80 млн лет назад, а последние — около 73 млн лет назад. Однако, некоторые изолированные окаменелости могут свидетельствовать о том, что дейнозухи или другие гигантские крокодилы существовали и в маастрихтском ярусе.
Распределение ископаемых остатков дейнозуха показывает, что эти гигантские крокодилы, возможно, предпочитали среду устьев рек. В формации Агуха Техаса, где были найдены некоторые очень крупные кости дейнозуха, эти массивные хищники, вероятно, населяли солоноватоводные заливы. Хотя некоторые ископаемые остатки были найдены также в морских отложениях, не вполне ясно, отправлялись ли дейнозухи в плавание в океан (подобно современным морским крокодилам): эти остатки могли быть перемещены туда после гибели животных. Дейнозух был описан как заметная составляющая биомассы первой половины позднего Мела в Северной Америке.

### Питание
В 1954 году Эдвин Н. Кольбер и Роланд Т. Бёрд предположили, что дейнозух, «вполне возможно, охотился и пожирал некоторых динозавров, с которыми жил в одно время». Кольберт подтвердил это предположение более уверенно в 1961 году: «Конечно, этот крокодил охотился на динозавров, иначе зачем ему быть таким большим? Он охотился в воде, куда не могли пройти гигантские тероподы». Дэвид Р. Швиммер узнал в 2002 году, что множество хвостовых позвонков гадрозаврид, найденных около национального парка Биг-Бэнд, имеет на себе следы от зубов дейнозуха, что укрепляет гипотезу о том, что дейнозухи питались динозаврами как минимум в некоторых случаях. В 2003 году Кристофер А. Брошу не нашёл предполагаемые следы от зубов убедительным доказательством хищничества, однако согласился с тем, что дейнозухи, «вероятно, питались орнитоподами время от времени». Позже также были найдены предполагаемые следы от зубов дейнозухов на позвонках гадрозавридов из Мексики. Дейнозух, как полагают, применял тактику охоты, подобную современным крокодилам: выслеживал динозавров и других наземных животных, сидя в засаде у самой кромки воды, а затем хватая ничего не подозревающих животных, затаскивая их в воду, после чего топя или раздирая на куски. Подобно современным крокодилам, дейнозух был способен к «смертельному вращению», помогавшему ему эффективно убивать и расчленять крупную добычу. В его меню могли входить не только орнитоподы, но и различные цератопсы, анкилозавриды, тероподы и зауроподы. Следы от зубов дейнозухов также были найдены на костях хищных динозавров — тираннозавроидов, обитавших в  Аппалачии и напоминающих аппалачиозавра, а также обитавших в Ларамидии альбертозавров или горгозавров. Проводя аналогию с современным нильским крокодилом, иногда нападающим на львов, Швиммер некогда высказал точку зрения о том, что даже меньшие восточные дейнозухи были способны успешно атаковать хищных динозавров весом более тонны. То что дейнозухи время от времени охотились на тираннозавров, также подтверждают находки зубов последних, подвергшихся действию желудочной кислоты гигантских крокодилов. Вероятно, различные тероподы были важным пунктом в меню позднемеловых крокодилов.
Швиммер и Г. Дент Уильямс предположили в 1996 году, что дейнозухи, возможно, охотились также и на морских черепах. Во всяком случае, если говорить о меньших Deinosuchus rugosus, то для них черепахи были, вероятно, более типичным компонентом рациона, нежели динозавры. Эти крокодилы могли использовать свои прочные, плоские зубы в задней части челюстей, чтобы продолбить панцири черепах, как это делают современные крокодилы и аллигаторы. Бокошейные черепахи Bothremys были особенно распространены в восточной среде обитания дейнозухов, и некоторые их окаменелости были найдены со следами укусов, которые, скорее всего, были нанесены зубами гигантских крокодилов. В копролитах дейнозухов также были обнаружены зубы акул, иногда составляющие до 5 % от их материала, что свидетельствует как о поедании акул дейнозухами, так и о копрофагии акул.
Швиммер заключил в 2002 году, что модель питания дейнозуха была, скорее всего, различной в зависимости от географического положения: меньшие дейнозухи из восточной Северной Америки занимали экологическую нишу, подобную современным американским аллигаторам. Они питались морскими и пресноводными черепахами, крупной рыбой и — реже — динозаврами. Большие по размеру, но более редкие и поздние дейнозухи, жившие на территории современного Техаса и Монтаны, скорее всего были более специализированными хищниками, питающимися в основном крупными динозаврами. Швиммер отметил, что западные дейнозухи могли быть основными сверххищниками в своём регионе. Вероятно, именно специализация на кормлении динозаврами способствовала увеличению их размеров по сравнению с восточными дейнозухами. Западные дейнозухи могли даже вытеснить крупных теропод из ниш охотников на крупную добычу, по крайней мере рядом с водой.

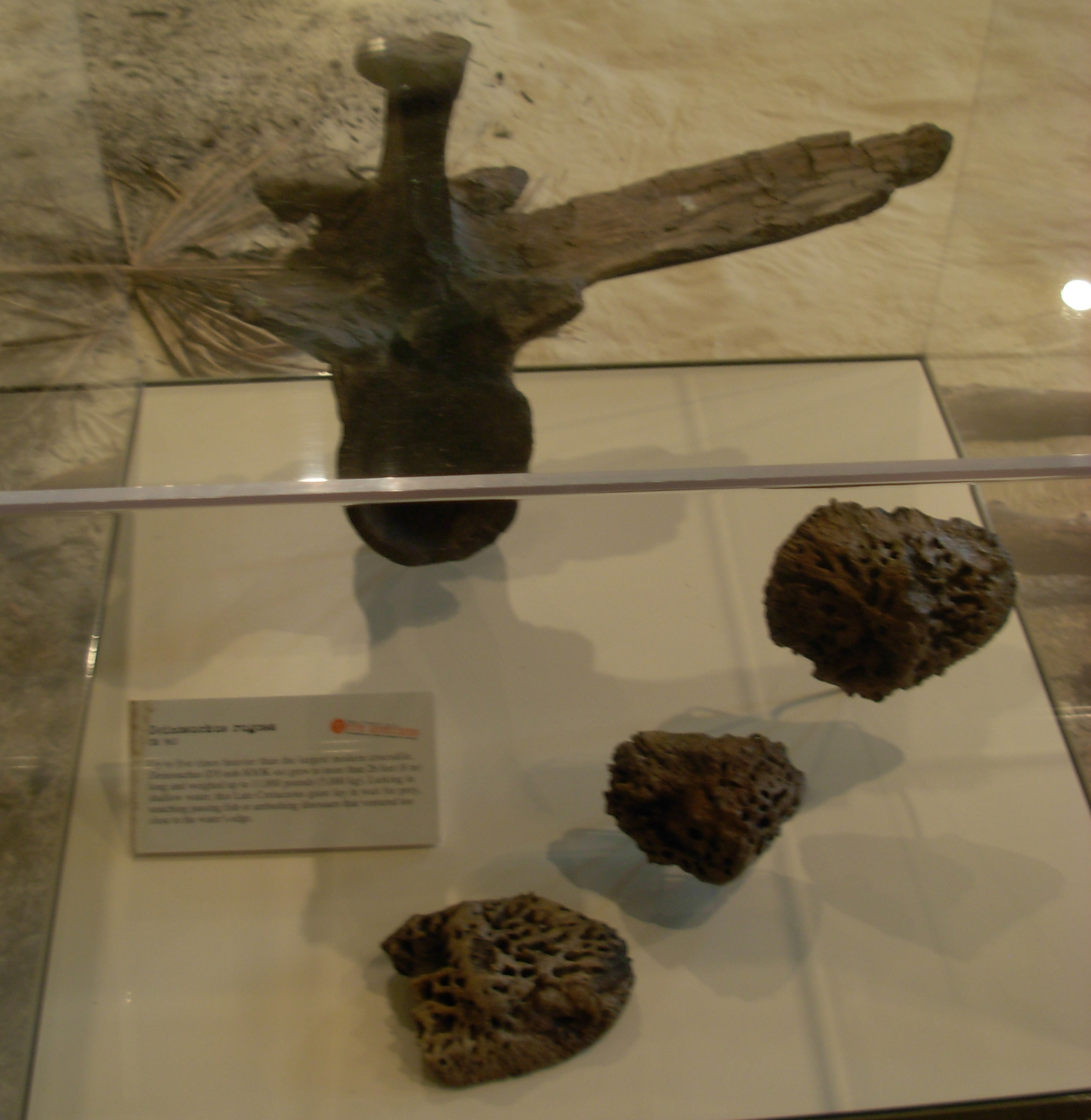
Позвонок и остеодермы дейнозуха.

### Темпы роста
В своём исследовании 1999 года Грегори М. Эриксон и Кристофер А. Брошу предположили, что темпы роста дейнозуха были сравнимы с современными крокодилами, но сохранялись в течение гораздо длительного периода времени. Их оценки, основанные на годичных кольцах в спинных остеодермах различных ископаемых остатков, указывали, что каждый дейнозух, возможно, рос более 35 лет, чтобы достичь максимального размера взрослой особи, и что самые старые крокодилы жили, возможно, на протяжении более 50 лет. Это была совершенно другая стратегия роста, нежели у крупных динозавров, которые достигали взрослого размера намного быстрее и имели более короткую продолжительность жизни. По словам Эриксона, взрослый дейнозух «должно быть, видел, как несколько поколений динозавров приходили и уходили».
Швиммер отметил в 2002 году, что исследования Эриксона и Брошу о темпах роста истинны только в том случае, если кольца на остеодермах отражают годовые отчётные периоды, как это обстоит с современными крокодилами. Согласно Швиммеру, число колец, наблюдаемое у дейнозухов, могло быть следствием различных факторов, в том числе «миграцией их пищи, сезонными колебаниями климата от мокрого до сухого, океанической циркуляцией и питательными циклами». Если цикл колец двухгодичный, а не ежегодный, то это может означать, что дейнозухи росли быстрее, чем современные крокодилы, и имели аналогичную максимальную продолжительность жизни.

## Дейнозух в кинематографе
В британском научно-популярном телесериале «Доисторический парк» герои путешествуют в меловой период, чтобы поймать живого дейнозуха и доставить его в наше время.
В 12 серии 2 сезона сериала «Подводная Одиссея» герои сталкиваются с сильно преувеличенным в размерах дейнозухом.

## Виды
- Deinosuchus rugosus (Emmons, 1858)typus — первоначально был описан как плиозавр из рода Polyptychodon. Меньшая разновидность, происходящая из восточной части ареала рода.
- Deinosuchus riograndensis (Colbert et Bird, 1954) — считается более крупным и поздним видом, происходящим из западной части ареала.